# Muhammad Jahangir
Muhammad Jahangir (1396-1433) fou un príncep timúrida, fill de Muhammad Sultan, net de Jahangir i besnet de Tamerlà, que fou nominat kan del Kanat de Txagatai, càrrec que va exercir tres anys.
A la mort de Tamerlà el 1405, el taüt fou portat al Kanikha de Muhammad Sultan a Samarcanda; estaven presents el príncep Muhammad Jahangir de 9 anys, les princeses Khan Zade i Rukya o Rokia Khanika i diversos grans del regne; posteriorment van arribar altres emperadrius i prínceps. El 17 de març de 1405 Khalil Sultan fou coronat a Samarcanda. La seva primera decisió fou nomenar kan de Txagatai al jove príncep Muhammad Jahangir, nebot de l'hereu Pir Muhammad ibn Jahangir. El càrrec era nominal i no comportava cap poder. No es coneix cap actuació del jove kan. Quan ja Khalil havia estat fet presoner per l'amir Khudaidad, un servidor eu fou enviat amb un missatge per a Xah Rukh (abril de 1409). Al arribar Xah Rukh al Ribat Yam, prop de Samarcanda, ja la població de la capital l'estava esperant. Muhammad Jahangir en qualitat de Khan i amir, i la resta dels amirs, foren autoritzats a baixar la ma del sobirà ara emperador que el 22 de maig de 1409 va entrar oficialment a Samarcanda.
A la tardor del 1409, Xah Rukh li va donar el govern de la important fortalesa de Hissar Shadman (o simplement Shadman) i del Khuttalan i Tukharistan, Xaikh Nur al-Din va enviar missatgers a Hisar Shadman per convidar-lo a unir-se a les seves forces (que afavorien el poder a la línia de Muhammad Sultan). Muhammad Jahangir va refusar però Nur al-Din va poder persuadir als vells amirs de Muhammad Sultan que estaven al servei del príncep per forçar la seva participació al moviment explicant que planejava el retorn a les expedicions de frontera amb lo que els amirs esdevindrien poderosos a Samarcanda. Sigui pel seu programa o per la força militar amb que comptava, però les seves forces no paraven d'augmentar (com Rustam ibn Tuga Bugha Barles que havia estat governador de Bukharà amb Tamerlà i diversos comandants de l'estepa). Nur al-Din va portar a Muhammad Jahangir a les portes de Samarcanda amb la idea de proclamar-lo sobirà, però la ciutat no els va voler acollir. Després de la derrota de Nur al-Din el 12 de juliol de 1410, aquest es va retirar i les seves terres foren saquejades. A Khuttalan no obstant alguns amirs van mantenir la resistència com Hamza Sulduz, pels que va ser necessari organitzar una expedició per sotmetre'ls.
Muhammad Jahangir es va casar el 1413 amb una filla de Xah Rukh. L'enllaç es va fer als Jardins de Zagan el 20 de setembre de 1413. Es va mantenir lleial a Xah Rukh fins a la seva mort.